# Box Office Mojo
Box Office Mojo – amerykańska strona internetowa zajmująca się publikacją filmów online oraz serwisem raportowania Box office.